# Musocco
Musocco (lombardisch Musocch [myˈzɔk]) ist ein Stadtteil der norditalienischen Großstadt Mailand. Er befindet sich im Nordwesten der Stadt und gehört zum 8. Stadtbezirk.
In Mailand ist Musocco auch ein Synonym für den Hauptfriedhof, der Ende des 19. Jahrhunderts im Gebiet der damals selbstständigen Gemeinde Musocco gebaut wurde; allerdings befindet er sich einige Kilometer vom alten Dorfkern und heutigen Stadtteil Musocco.

## Geschichte
Die Ursprünge des Dorfes sind unbekannt; erst im 17. Jahrhundert wurde der Ort Musocco im Pfarrbezirk Trenno erwähnt. Zur Gemeinde Musocco gehörte ab 1757 den Ort Quarto Oggiaro, heute ebenfalls ein Stadtteil von Mailand. 1808 wurde Musocco per Napoleonischen Dekret mit vielen anderen Vororten nach Mailand eingemeindet. Mit der Wiederherstellung der Österreichischen Herrschaft wurde die Gemeinde 1816 wieder selbstständig.
Im Jahre 1841 wurde die aufgelöste Gemeinde Vialba nach Musocco eingemeindet. 1858 wurde die Eisenbahn Turin–Mailand eröffnet mit dem Bahnhof Musocco (heute Milano Certosa).
An der Gründung des Königreichs Italien (1861) zählte die Gemeinde 1235 Einwohner. 1869 wurden die Gemeinden Boldinasco, Cassina Triulza, Garegnano, Roserio und Villa Pizzone nach Musocco eingemeindet.
Wegen der starken Zunahme der Bevölkerung in den Vororten Mailands (die Gemeinde Musocco hatte mit ihren Ortsteilen laut Zensus von 1921 15.422 Einwohner) entschloss sich 1923 die neugewählte faschistische Regierung, das sogenannte Grande Milano („Groß-Mailand“) zu gründen, das mit dem Königlichen Dekret Nr. 1912 vom 2. September in Kraft trat. Seitdem gehört Musocco zu Mailand.

## Bilder

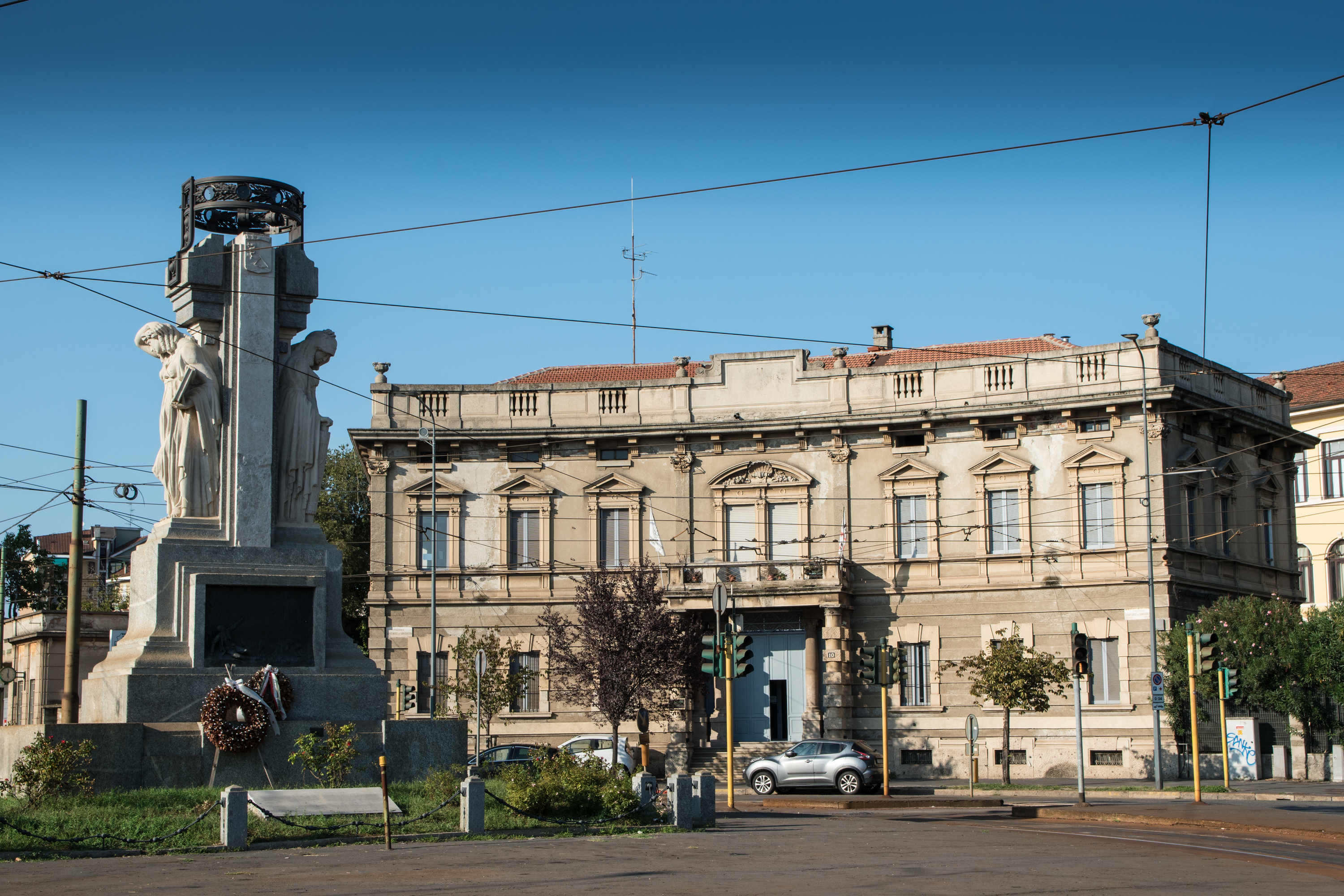
Das alte Rathaus mit dem Gefallenendenkmal
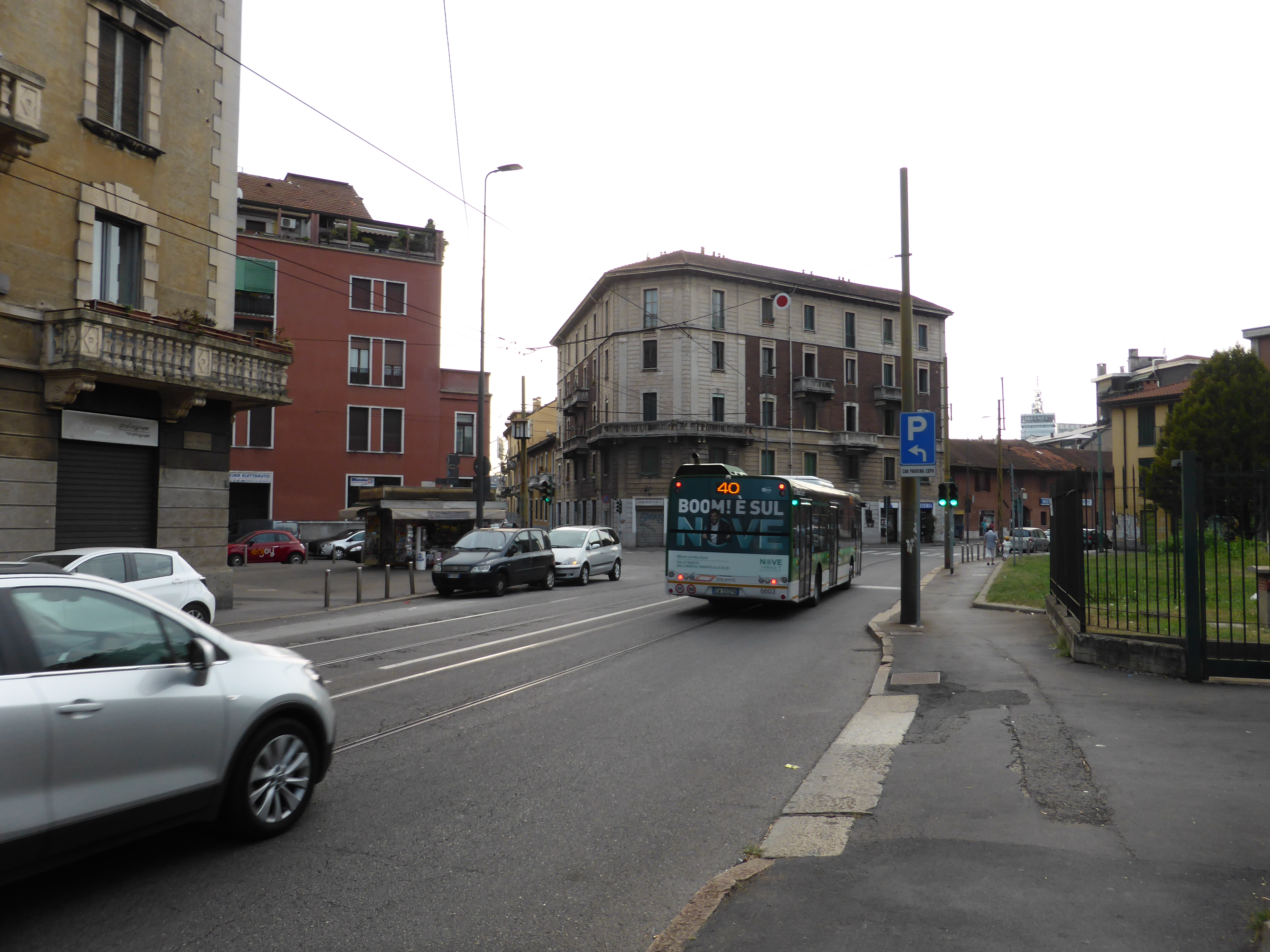
Im alten Dorfkern von Musocco
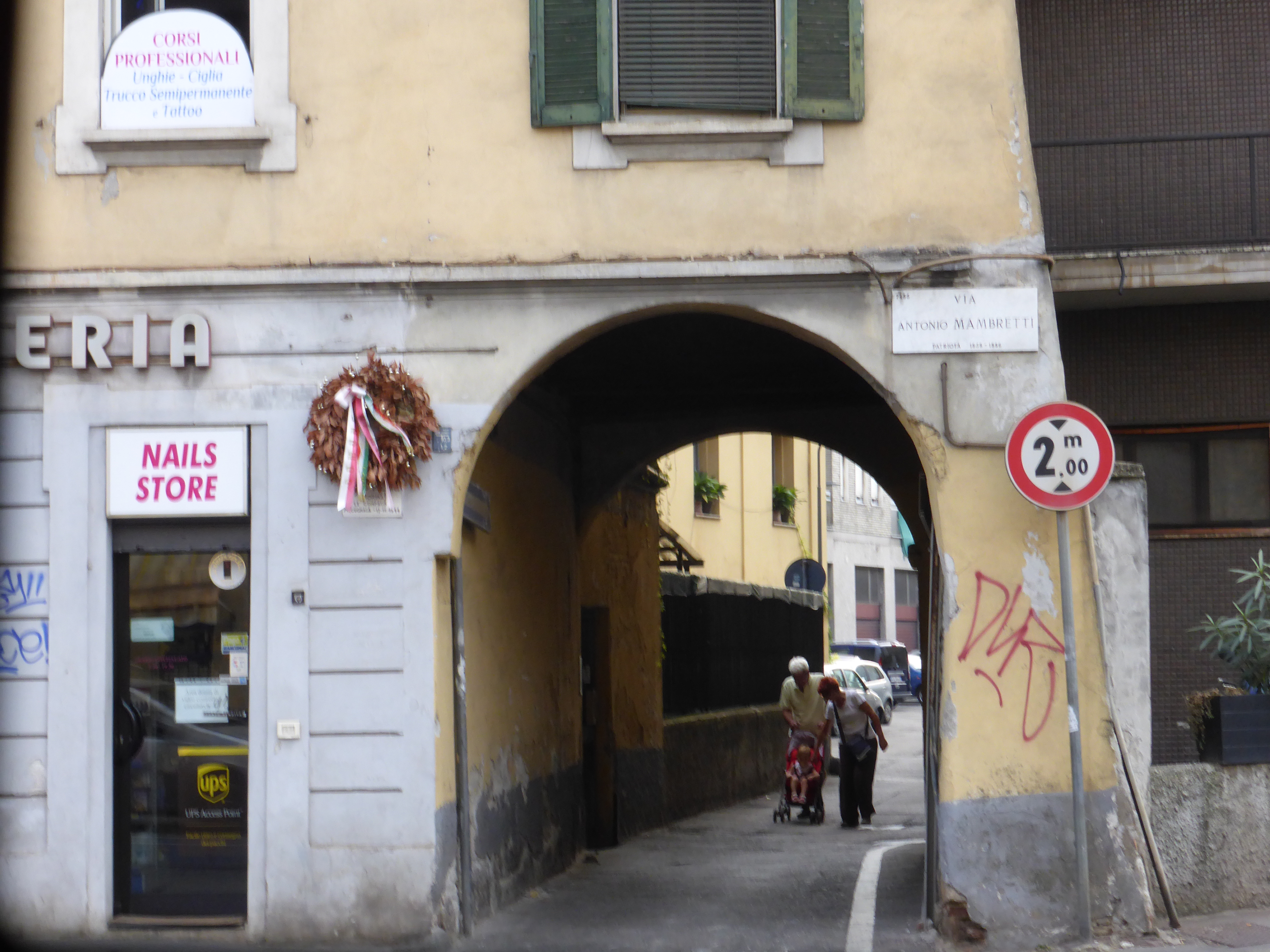
Ein altes Haus in Musocco